# Mikael Löfgren
Mikael Löfgren (* 2. September 1969 in Torsby) ist ein ehemaliger schwedischer Biathlet und derzeit Biathlon-Trainer.
Löfgren hatte seine beste Zeit Anfang der 1990er Jahre, als er bei den Olympischen Spielen 1992 in Albertville Bronze sowohl über 20 Kilometer als auch mit der schwedischen Staffel gewann. 
1993 siegte er im Gesamtweltcup im Biathlon.
Derzeit ist Löfgren Trainer der norwegischen Biathleten.

## Bilanz im Biathlon-Weltcup
Die Tabelle zeigt alle Platzierungen (je nach Austragungsjahr einschließlich Olympische Spiele und Weltmeisterschaften).
- 1.–3. Platz: Anzahl der Podiumsplatzierungen
- Top 10: Anzahl der Platzierungen unter den ersten zehn (einschließlich Podium)
- Punkteränge: Anzahl der Platzierungen innerhalb der Punkteränge (einschließlich Podium und Top 10)
- Starts: Anzahl gelaufener Rennen in der jeweiligen Disziplin

| Platzierung                               | Einzel | Sprint | Verfolgung | Massenstart | Team | Staffel | Gesamt |
| ----------------------------------------- | ------ | ------ | ---------- | ----------- | ---- | ------- | ------ |
| 1. Platz                                  |        |        |            |             |      |         |        |
| 2. Platz                                  | 1      | 1      |            |             |      |         | 2      |
| 3. Platz                                  | 1      | 1      |            |             |      | 1       | 3      |
| Top 10                                    | 7      | 6      | 1          |             |      | 7       | 21     |
| Punkteränge                               | 13     | 16     | 1          |             | 1    | 9       | 40     |
| Starts                                    | 26     | 32     | 4          |             | 1    | 9       | 72     |
| Stand: Daten möglicherweise unvollständig |        |        |            |             |      |         |        |